# Nino Buonocore in Jazz "live"
In Jazz (Live) è un album discografico del cantante italiano Nino Buonocore, pubblicato nel 2020 dalla Incipit Records. Primo disco live ove l'artista ripercorre i suoi migliori successi in chiave jazzistica. Il singolo è "Meglio così"

## Tracce
1. Anche questo è amore
2. Boulevard
3. Colpa della pressione fisica
4. L'amore che non vedi
5. E se qualcuno domani
6. Rosanna
7. Meglio così
8. Abitudini
9. Così distratti
10. A chi tutto e a chi niente
11. Scrivimi
12. Esercizi di stile
13. Treni di Agosto
14. Solo un po' di paura

## Formazione
- Nino Buonocore - voce, chitarra
- Antonio De Luise - basso, contrabbasso
- Amedeo Ariano - batteria
- Antonio Fresa - pianoforte
- Flavio Boltro - tromba
- Max Ionata - sax